# Experience API
Experience API (xAPI) は、2013年4月に ADL (Advanced Distributed Learning) より発表された SCORM に継ぐ世界規格であり（従来より Tin Can API とも呼ばれている）、あらゆるタイプの教育経験を記録するために教育コンテンツと教育システム間を相互にやりとりするためのソフトウェア仕様である。
この教育経験は、LRS (Learning Record Store) というシステムに格納される。LRS は従来型の LMS (Learning Management Systems) の中に置くこともできれば、LRS 単独で機能することも出来る。

## 概要
xAPI は一般に SCORM の後継仕様であると認識されている。SCORM (Sharable Content Object Reference Model) はLMSにおいて学習履歴管理するための eラーニング教材作成仕様としてのデファクト・スタンダードである。しかしながら、SCORM には様々な欠点が存在する。xAPIでは、SCORMでは対応できない学習管理のためのいくつもの新しい機能を実装することが可能である。
例えば、
- ウェブブラウザ外でのeラーニングの実施
- モバイルアプリケーションにおけるeラーニング
- 教材に対しての、より広い制御
- OAuthを利用した高セキュリティ
- プラットフォームを跨いだ学習：例として、モバイルで学習開始しＰＣで終了
- ゲームやシミュレーターにおけるユーザー動作のトラッキング
- 実世界でのパフォーマンスのトレース
- チームでの成績管理
- 教育プランとゴールの追跡管理
- その他のシステムのデータとLMSのデータをマージして比較
- 動画教材等において、どの部分が視聴されているか等の詳細の学習履歴把握

xAPIはオープンソースAPIである。それは Representational State Transfer (REST) 型のウェブサービスであり、データフォーマットとして JavaScript Object Notation (JSON) を使用する。このウェブサービスはクライアント・ソフトウェアに「ステートメント」形式のオブジェクトのフォーマットで経験データを読み書きすることを許可する。最も単純な形式は、「私はこれを行った」という形式のステートメントとなる。もしくは、より一般的には「行為者が（主語）・対象を(目的語)・どうした（述語）」という形式である。より複雑なステートメント形式も設定できる。記録されたステートメントを絞り込むAPIが用意されている。またstate APIは利用アプリケーションのための記録領域を用意している。

## 歴史
SCORM は 10年以上前の仕様であり、これを制定した ADL は、新しく、より汎用性の高いソフトウェア仕様の必要性を認識していた。SCORM の向上支援を求める BAA (Broad Agency Announcement) を発行し、BAA はナッシュビルに拠点を置くソフトウェア会社であるラスティシィ社の案を採用した。ラスティシィ・ソフトウェア社は改訂のためには何が最も重要かを確定させるために、数多くのeラーニング・コミュニティにインタビューを行い、そして、xAPI 仕様のテスト版を開発した。この過程は Tin Can（ティン・キャン）プロジェクトと呼ばれている。この "Tin Can API" の名は Tin Canプロジェクトから配布され、そして、現在も"Experience API" の名と共に使われている。
xAPI　は、2013年4月にバージョン1.0がリリースされた。2014年7月15日現在、80を超えるアダプタがある。

## 現状
xAPI の最新バージョンは 1.0.2。日本では 日本イーラーニングコンソシアムのプロジェクトチームにより、英語版仕様の日本語翻訳版が公開されている。
- バージョン 0.8：BAAの公式アウトプット
- バージョン 0.9：リサーチ版仕様
- バージョン 0.95：リサーチ版仕様第２版